# Đại học Wesleyan
Viện Đại học Wesleyan hay Đại học Wesleyan (tiếng Anh: Wesleyan University) là một trường đại học khai phóng tư thục, thành lập năm 1831, tại Middletown, Connecticut. Wesleyan do những người đứng đầu phong trào Giám Lý và cư dân ở Middletown sáng lập, ngày này trở thành cơ sở giáo dục mang tính thế tục. Đây là trường đầu tiên đặt tên theo John Wesley, nhà thần học Tin Lành và là người khai sáng hội Giám Lý. Hiện nay tại Hoa Kỳ có khoảng hai mươi trường đại học và viện đại học được đặt tên theo Wesley.